# Teseo sobre el Minotauro
Teseo y el Minotauro o Teseo sobre el Minotauro es una obra escultórica creada por Antonio Canova entre 1781 y 1783, expuesta en el Museo de Victoria y Alberto de Londres. El yeso de esta obra maestra se conserva en la Gipsoteca canoviana de Possagno.

## Descripción

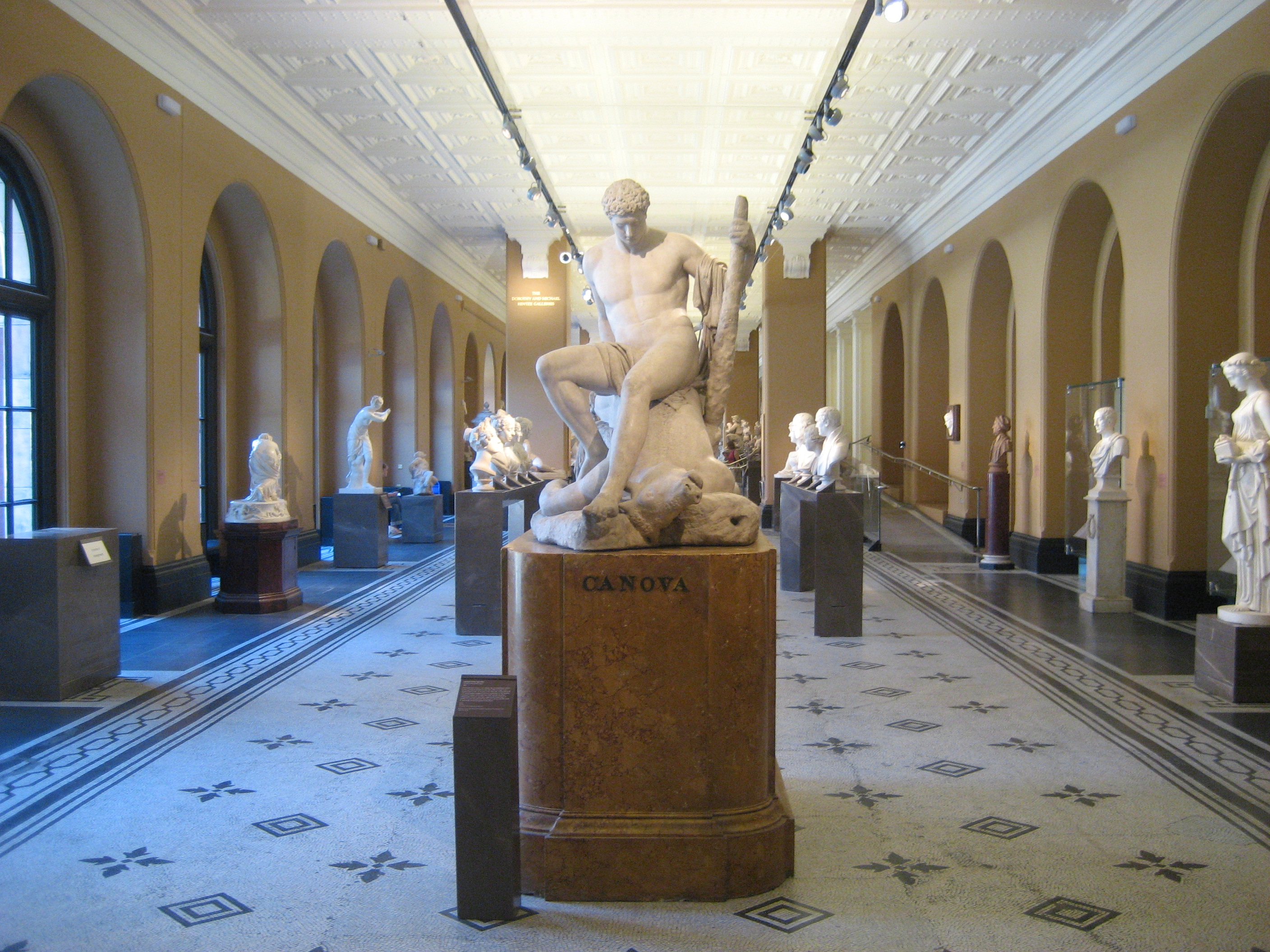
Sala 22 del Museo de Victoria y Alberto: Teseo sobre el Minotauro en primer plano.

El tema mitológico está tomado de las Metamorfosis del poeta latino Ovidio. La antigua leyenda cuenta la historia de Teseo, el héroe griego que con la ayuda de Ariadna logró penetrar en el laberinto de Creta y matar al Minotauro, una criatura monstruosa con cabeza de toro y cuerpo de hombre. Este episodio se prestó a varias traducciones al mármol: un escultor barroco como Gian Lorenzo Bernini, por ejemplo, habría elegido representar el momento sangriento de la lucha, creando un grupo lleno de dinamismo. Después de su estancia en Roma estudiando, Canova, por primera vez en su obra mostrándose íntimamente cercano a la poética neoclásica, opta por inmortalizar en mármol el momento inmediatamente posterior a la conclusión del conflicto. En la obra, de hecho, Teseo es representado después de la pelea, sentado sobre el monstruo que acaba de matar, sosteniendo el garrote como un cazador sobre su presa: el Minotauro, a su vez, se encuentra tendido de espaldas sobre una roca en posición de "S" invertida. Desde un punto de vista alegórico, toda la obra alude a la victoria de la razón (el héroe) sobre la irracionalidad (la bestia), en plena sintonía con el clima ilustrado.
Teseo es representado invadido por un gran sentimiento de paz y tranquilidad, incluso de cansancio, como se desprende de su cuerpo laxo, ni tenso ni contraído: su actitud es completamente diferente a la que tendría antes, cuando estaba inflamado por la furia de matar al Minotauro. El héroe incluso ahora mira con lástima al monstruo derrotado, dado que la nobleza de su alma le impide sentir odio o resentimiento hacia el enemigo. Todo el grupo, en definitiva, transmite una sensación de calma física y espiritual, respondiendo perfectamente a esa "noble sencillez y tranquila grandeza" que Winckelmann creía que eran las características peculiares del arte griego clásico, a las que la obra hace referencia explícita, especialmente en la anatomía de Teseo.

## Otros proyectos
- Wikisource contiene un'opera di Isabella Teotochi Albrizzi del 1809 su Teseo sul Minotauro
- Wikimedia Commons contiene immagini o altri file su Teseo sul Minotauro

- Datos: Q3984954
- Multimedia: Theseus and the Minotaur by Antonio Canova / Q3984954